# Sankt Jakob in Haus
Sankt Jakob in Haus  är en ort och kommun i distriktet Kitzbühel i förbundslandet Tyrolen i Österrike.